# Karel Dujardin

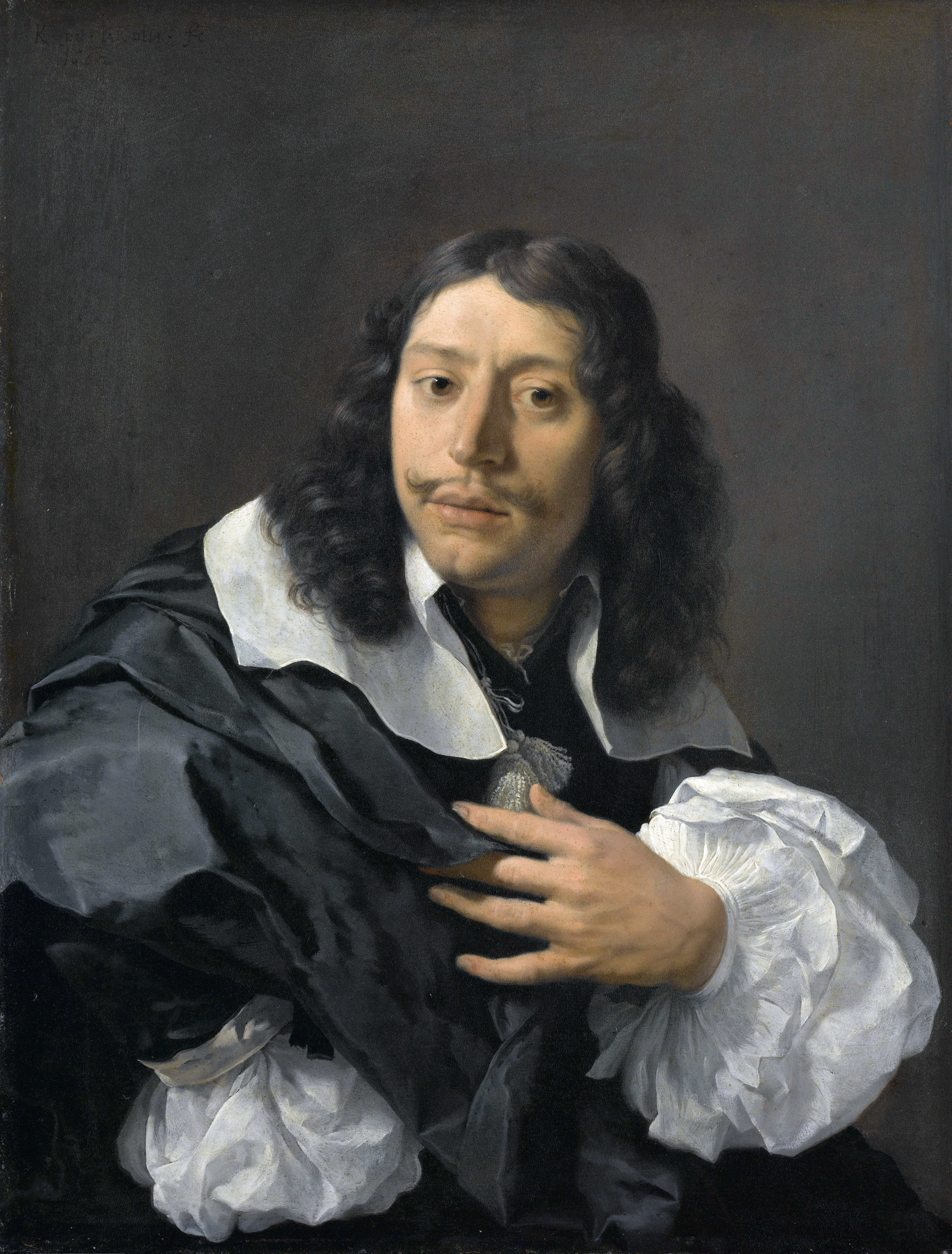
Zelfportret. 1662.

Karel Dujardin (Amsterdam, 27 september 1626 - Venetië, 20 november 1678), was een Nederlands kunstschilder. Hij is het meest bekend van zijn Italianiserende landschappen.

## Biografie
Karel groeide op aan het einde van de Kalverstraat, nabij de Munttoren, in een familie van vetsmelters en vleeshouwers. Zijn moeder was een Antwerpse, zijn vader was geboren in Middelburg. In 1638 gingen zijn ouders failliet. Het is niet bekend van wie hij leerling was, maar zijn achterneef Pieter Nason, maar ook Nicolaes Berchem en Paulus Potter zijn genoemd. In 1649 woonde hij in Parijs, waar hij trouwde met de weduwe Suzanne van Royen, die eveneens een Antwerpse achtergrond had. Het jaar daarop vertrok hij naar Lyon. In 1651 trok hij met zijn vrouw naar Amsterdam. Het paar woonde op de Rozengracht, maar verhuisde in 1656 naar Den Haag, waar hij een van de oprichters werd van de Confrerie Pictura, het Haagse kunstschildersgilde; Dujardin sloot zich tevens aan bij de schutterij in Den Haag. In 1660 kwam hij terug naar Amsterdam, waar hij carrière maakte; zijn werk werd zeer gewaardeerd onder verzamelaars. In 1673 woonde hij op de prestigieuze Keizersgracht, niet ver van de Spiegelstraat. Gerrit Uylenburgh, betrok hem bij het beoordelen van een zending schilderijen, bestemd voor de Keurvorst van Brandenburg.
Dujardin werkte in uiteenlopende genres. Naast zijn pastorale landschappen maakte hij ook historiestukken en portretten van bijvoorbeeld Jan Reynst en Jacob de Graeff. Befaamd is zijn portret van Michiel de Ruyter, die hij diverse malen heeft ontmoet tijdens de volgende zeereis. In 1675 vertrok hij via Texel, Lissabon, Tanger en Algiers naar  Rome waar hij lid werd van de Bentvueghels. Daar trok hij op met de schilder Johannes Glauber, en stond bekend als Barba di Becco, of Bokkebaard. Hij verhuisde naar Venetië, waar hij stierf na een voedselvergiftiging en een kort ziekbed.

## Werk in openbare collecties (selectie)
- National Gallery (Londen)[1]
- Rijksmuseum Amsterdam[2]

| Datering  | Titel                                                        | Verblijfplaats                                             | Afbeelding |
| --------- | ------------------------------------------------------------ | ---------------------------------------------------------- | ---------- |
| 1650-1659 | Boerenmeisje, dat een koe melkt                              | Nationalmuseum, Stockholm                                  |            |
| 1662      | Zelfportret                                                  | Rijksmuseum Amsterdam                                      |            |
| 1663      | Paulus geneest de kreupele in Lystra                         | Rijksmuseum Amsterdam (tot 1883 collectie Wolter Gockinga) |            |
| 1669      | De regenten van het Spinhuis en Nieuwe Werkhuis te Amsterdam | Rijksmuseum Amsterdam                                      |            |

## Bron
- Kilian, Jennifer Mary (2007). Karel du Jardin, 1626-1678. Rijksmuseum (Netherlands). ISBN 9789086890309.

- Auckland Art Gallery Toi o Tāmaki: 6325
- Art Gallery of South Australia: 9728
- Biblioteca Nacional de España: XX950929
- Bibliothèque nationale de France: cb11962844d (data)
- Biografisch Portaal: 13190789
- Digitale Bibliotheek voor de Nederlandse Letteren: du_j001
- Gemeinsame Normdatei: 118672657
- International Standard Name Identifier: 0000 0000 8083 7951
- KulturNav: d4e0dbfa-56e2-46be-b1ac-bcda4eeaf7c3
- Library of Congress Control Number: nr99035020
- MusicBrainz: 7ef472c5-92db-45dd-9e32-ff9d906520bd
- National Gallery of Victoria: 3301
- Nationale Bibliotheek van Tsjechië: xx0218165
- Nationale Bibliotheek van Israël: 987007460146005171
- Nederlandse Thesaurus van Auteursnamen: 269099336
- RKD-Nederlands Instituut voor Kunstgeschiedenis: 24701
- SNAC: w6g17kr2
- Système universitaire de documentation: 088672166
- Museum of New Zealand Te Papa Tongarewa: 24694
- Union List of Artist Names: 500000918
- Virtual International Authority File: 305405831
- WorldCat: E39PBJrmbmQcFYmMKQGfbMk7HC